# Walter Später
Walter Später (* 18. September 1925 in Zöberitz (Landsberg); † 22. Februar 2025 in Dresden) war ein deutscher Filmregisseur, Puppenspieler und Bauchredner.

## Leben und Werk
Walter Später wurde im September 1925 in Zöberitz unweit von Halle (Saale) geboren. Im Zweiten Weltkrieg diente er als Soldat der Wehrmacht. Nach Kriegsende befand er sich zwei Jahre in Kriegsgefangenschaft. Seine Erinnerungen verarbeitete Später 2003 in seinem Buch „Überlebenskunst hinter Stacheldraht“.
Von 1947 bis 1950 absolvierte Walter Später ein Studium am Institut für künstlerische Werkgestaltung der Kunsthochschule Burg Giebichenstein. Dort wurde seine Leidenschaft für das Puppenspiel geweckt. Nach dem erfolgreichen Abschluss war er bis 1953 als Werbegrafiker bei Konsum in Halle (Saale) tätig, ehe er von 1954 bis 1956 Puppenspieler und später Leiter der neugegründeten Puppenbühne der Stadt wurde.
1958 wechselte Später an das DEFA-Studio für Trickfilme in Dresden und war dort bis 1990 als Animator und Regisseur beschäftigt. 1960 legte er mit dem kurzen Handpuppenfilm Krawall im Stall sein Regiedebüt vor. Als Handpuppenspieler wirkte er an rund 30 Filmen anderer Regisseure des Studios mit. Enge Arbeitsgemeinschaften bestanden u. a. mit Erich Hammer und Werner Hammer. In den 1980er Jahren verantwortete er die Serien Die Dudeldicks und Plastel und Linchen für das Fernsehen der DDR. Über mehrere Jahre realisierte er zudem Folgen für die Kino-Serie Spiel mit Lehm. Später war der einzige Animationsfilmer der DEFA, der für seine Filme mit Knetmasse arbeitete.
Neben der Filmarbeit trat Später als Bauchredner in Erscheinung. Bekanntheit erlangte er insbesondere für Auftritte mit der Hundefigur Flocki.
Walter Später starb wenige Monate vor seinem 100. Geburtstag in Dresden.

## Filmografie (Auswahl)
- 1960: Krawall im Stall (Regie)
- 1961: Die Bewährungsfrist (Regie)
- 1980: Plastel und Linchen (Regie, TV-Serie)
- 1980–89: Spiel mit Lehm (Regie, Kino-Serie, 7 Folgen)
- 1980–91: Die Dudeldicks (Regie, TV-Serie, ca. 40 Folgen)
- 1986: Klein, aber oho! (Regie)